# Ralph Giles
Ralph Giles es un desarrollador de código abierto con una larga variedad de intereses en gráficos computarizados y películas. Nació en California y ahora vive en Vancouver, Canadá. Fue mientras estaba estudiando para su grado en física cuando descubrió Linux y el movimiento de software libre.
Después de hacer administración de proyectos y construir el trabajo del sistema en el proyecto del controlador utah-glx, él comenzó a contribuir a Xiph.org en el 2000 y llegó a ser un desarrollador de Ghostscript en el 2001. Desde entonces él ha mantenido un rol activo en ambos proyectos, con participaciones ocasionales en otras partes. Sus trabajos anteriores incluyen investigaciones de ediciones de metadatos para Xiph.org, participando como mantenedor de las versiones MacOS y GPL de Ghostscript, y haciéndose cargo de una gran parte del código del nuevo soporte de compresión de imagen de PDF en Ghostscript. Él participa como administrador de sistema y como un encargado de los lanzamientos para ambos grupos. Más recientemente, él pasó a ser el líder del proyecto para el códec de vídeo Theora de la Fundación Xiph.org.
- Datos: Q6098737